# Constantin von Alvensleben
Reimar Constantin von Alvensleben (26 tháng 8 năm 1809 – 28 tháng 3 năm 1892) là một tướng lĩnh trong quân đội Phổ (và quân đội Đế quốc Đức sau này). Ông đã tham gia chỉ huy quân đội trong ba cuộc chiến tranh thống nhất nước Đức từ năm 1864 cho đến năm 1871, và trong các cuộc chiến này đó ông đã thể hiện tài năng quân sự của mình. Ông được biết đến vì sự năng động và quyết đoán đã loại bỏ nguy cơ thất bại và mang lại chiến thắng cho các lực lượng bị áp đảo nặng nề về mặt quân số của Phổ trong trận đánh khốc liệt tại Mars-la-Tour với Pháp vào tháng 8 năm 1870, mặc dù đây là một trận tấn công do chính ông phát động mà không hề có sự chỉ thị của Tổng tham mưu trưởng Helmuth von Moltke và mang lại thiệt hại không nhỏ cho các lực lượng của Phổ.
Anh trai của ông, Gustav von Alvensleben cũng là một tướng Phổ, nắm quyền chỉ huy Quân đoàn VI trong Chiến tranh Áo-Phổ năm 1866 và Chiến tranh Pháp-Phổ năm 1870.

## Tiểu sử
Alvensleben xuất thân trong gia đình quý tộc lâu đời. Ông chào đời vào ngày 26 tháng 8 năm 1809 tại Eichenbarleben ở tỉnh Sachsen của Vương quốc Phổ, và cũng giống như nhiều con em quý tộc khác của Phổ, Alvensleben đã được giáo dục tại học viện của đội Thiếu sinh quân tại kinh thành Berlin. Ông đã gia nhập Quân đoàn Vệ binh Phổ vào năm 1827, khi ông 18 tuổi, với quân hàm thiếu úy. Ông được thăng cấp trung úy vào năm 1842, đến năm 1849 ông trở thành đại úy, và vào năm 1853, ông trở thành một thiếu tá trong Bộ Tổng tham mưu Phổ. Bảy năm sau, ông tham gia trong Bộ Chiến tranh Phổ. Cho đến năm 1864, khi cuộc Chiến tranh Schleswig lần thứ hai chống Đan Mạch bùng nổ, ông giữ quân hàm đại tá, và chỉ huy một trung đoàn bộ binh Cận vệ. Trong cuộc chiến tranh này, ông được ghi nhận là đã thể hiện lòng dũng cảm và tài nghệ thao lược của mình trong việc chỉ huy trung đoàn dưới quyền ông ở một vài cuộc giao tranh với quân Đan Mạch. Sau khi cuộc chiến kết thúc, ông đã được thăng cấp Thiếu tướng, và nắm quyền chỉ đạo một lữ đoàn Cận vệ.
Khi cuộc Chiến tranh Áo-Phổ bùng nổ vào năm 1866, ông đã dẫn dắt lữ đoàn của mình tham gia chiến đấu trong chiến dịch tấn công lãnh thổ Böhmen của Vương triều Habsburg. Ông được ghi nhận là đã thể hiện khả năng chiến đấu rất lớn trong trận chiến tại Soor. Song, tài năng của ông được biểu hiện rõ ràng hơn cả trong chiến dịch 1866 ở trận Königgrätz. Vốn là người chỉ huy đội tiền vệ của lực lượng Vệ binh Phổ trong trận chiến này, ông đã được trao quyền chỉ huy Sư đoàn số 1 của Quân đoàn Vệ binh sau khi tướng tư lệnh của sư đoàn này là Hiller V. Gärtringen. Nhờ những cống hiến của mình cho quân đội Phổ trong cuộc chiến, ông được Quốc vương Wilhelm I phong hàm Trung tướng, và giao luôn quyền chỉ huy Sư đoàn số 1 mà ông đã thạm thời nắm giữ tại Königgrätz. Ngoài ra, ông cũng được tặng thưởng Huân chương Quân công (Pour le Mérite) của Phổ. Khi cuộc Chiến tranh Pháp-Phổ bùng nổ năm 1870, do Hoàng thân Friedrich Karl được bổ nhiệm làm Tổng tư lệnh Tập đoàn quân số 2 của Phổ - Đức, Alvensleben đã trở thành tư lệnh của Quân đoàn III thay thế cho vị thân vương. Đây chính là một phần của Tập đoàn quân số 2 dưới quyền của Friedrich Karl. Dưới sự chỉ đạo của Friedrich Karl và Alvensleben, các trung đoàn Brandenburg trong Quân đoàn III đã trở thành các lực lượng chiến đấu tốt nhất trong toàn bộ quân đội Đức, có lẽ chỉ ngoại trừ Quân đoàn Vệ binh Phổ; trong khi Friedrich Karl được nhìn nhận là người có công rèn luyện cho Quân đoàn III, Alvensleben đã đóng góp ở mức độ gần như là tương đương đến sự hiệu quả của lực lượng bộ binh Cận vệ. Các trận đánh vào các năm 1870 và 1871 đã thể hiện bản lĩnh của ông trên cương vị là một tư lệnh cấp cao.
Ông đã tham gia tích cực trong trận Spicheren vào ngày 6 tháng 8 năm 1870, và sau chiến thắng này, trong khi tình hình trở nên hỗn loạn mà các chỉ huy cấp trên chưa có phương án giải quyết, Alvensleben đã chủ động tiếp tục bước tiến của quân lực dưới quyền ông. Quyết định này dẫn đến những trận đánh khốc liệt vào các ngày 14, 16 và 18 tháng 8 xung quanh Metz. Ngày 16 tháng 8, trong bối cảnh quân đội Phổ đang tiến về phía tây để cắt đường rút của quân Pháp, Quân đoàn III của ông sau khi đã đi ngang qua Metz về phía nam, hành binh về hướng bắc để cắt đứt các đoạn đường đến hướng tây từ Metz. Dọc theo các đoạn đường từ Vionville tới Mars-la-Tour, quân Phổ đã đối đầu với các lực lượng lớn của Pháp. Ban đầu, Alvensleben nghi ngờ rằng đây là lực lượng hậu vệ của quân đội Pháp, nhưng các diễn biến sau đó đã khiến cho vị trung tướng nhanh chóng kết luận rằng ông đã vô tình đặt quân sĩ vào đường rút của Tập đoàn quân Rhine của Pháp dưới quyền Thống chế Bazaine. Alvensleben biết rằng 3 vạn quân Đức dưới quyền ông sẽ bị áp đảo nghiêm trọng về mặt quân số. Quả thực, diễn biến của ngày hôm đó sẽ cho thấy là người Pháp huy động 10 vạn quân tấn công quân đoàn bị cô lập của Phổ. Mặc dù vậy, trước tình hình đó, Alvensleben đã trực tiếp điều hành quân lực của mình cố thủ, giam chân đối phương trước khi viện binh đến, trong khi người tham mưu trưởng của ông sẽ cố gắng đốc thúc các lực lượng khác của Đức vào trận tuyến. Và, đây chính là trận Mars-la-Tour, một trong những trận chiến đẫm máu nhất diễn ra thời Chiến tranh Pháp - Đức.
Mặc dù trong ngày hôm đó Quân đoàn III không nhận được nhiều sự hỗ trợ, Alvensleben đã bám trụ vị trí của mình trong hàng tiếng đồng hồ, trước các quân đoàn Pháp của Canrobert, Decaen, Frossard, Ladmirault và lực lượng Cận vệ Đế chế. Hiểu rõ ưu thế vượt trội của súng trường Chassepot do lính Pháp sử dụng, ông cố gắng hạn chế huy động bộ binh ở một mức độ có thể và dựa vào các khẩu pháo nạp hậu hiệu Krupp bằng thép của Phổ có tầm bắn nhanh. Cuối ngày hôm đó, Canrobert đã gần chọc thủng được chiến tuyến của quân Phổ vốn đã cầm cự dữ dội trong cả ngày, nhưng đúng lúc ông này định tung 2 quân đoàn ở trung quân của mình tấn công vào Vionville, Alvensleben đã phát động một cuộc tấn công do hai trung đoàn của một sư đoàn kỵ binh nặng của Phổ thực hiện gần Mars-la-Tour. Mặc dù cuộc tấn công dữ dội của lực lượng kỵ binh Phổ đã mang lại cho họ thiệt hại đến 50% binh lực, đòn chiến thuật của Alvensleben đập tan chiến tuyến của quân Pháp và góp phần hỗ trợ cho người Phổ giữ được thị trấn. Mặc dù cả hai bên đều tổn thất 16.000 người, nhưng sau giao tranh ác liệt, Alvensleben cuối cùng đã giữ vững vị trí của mình và con đường rút lui của Pháp vẫn bị chặn đứng. Trong trận Gravelotte, Quân đoàn III dưới quyền ông cùng với Quân đoàn III là lực lượng trừ bị của Phổ, song một phần của bộ binh trong Quân đoàn III thực sự đã tích cực chiến đấu trong trận đánh.
Sau chiến thắng Gravelotte của Đức, Quân đoàn III đã tham gia trong cuộc vây hãm Metz, và góp phần đánh bật cuộc phá vây cuối cùng của Bazaine trong trận Bellevue vào ngày 7 tháng 10 năm 1870. Sau khi Bazaine và đội quân của ông này đầu hàng, Friedrich Karl đã chuyển quân về hướng tây nam để phối hợp với Đại Công tước xứ Mecklenburg-Schwerin trên sông Loire. Cùng với Quân đoàn X, những người bạn chiến đấu cũng của họ tại Vionville, Quân đoàn III của Alvensleben đã tham gia tích cực trong trận Beaune-la-Rolande. Ngoài ra, binh lính của ông cũng chiến đấu hiệu quả trong các trận giao chiến ở Chilleurs-aux-Bois, Orléans, Vendôme và cuối cùng là thắng lợi quyết định của quân đội Đức tại Le Mans. Khi chiến tranh kết thúc, Alvensleben đã được ban tặng lá sồi của Huân chương Quân công Pour le Mérite, Huân chương Thập tự Sắt hạng nhất và trợ cấp 10 vạn thaler. Vào năm 1873, ông được thăng cấp Thượng tướng Bộ binh và nghỉ hưu không lâu sau đó. Vào năm 1892, trong dịp kỷ niệm trận Le Mans, vị lão tướng đã được phong tặng Huân chương Đại bàng Đen. Ông qua đời ngày 28 tháng 3 năm 1892 tại thủ đô Berlin.
Vào năm 1889, theo huấn lệnh của Đức hoàng (Kaiser) Wilhelm II, Trung đoàn Bộ binh số 52 của Phổ – một trong những trung đoàn đã chiến đấu hiệu quả tại Vionville, giờ đây đóng quân tại Cottbus, đã đặt tên là von Alvensleben nhằm vinh danh ông.